# NGC 3968
NGC 3968 is een balkspiraalstelsel in het sterrenbeeld Leeuw. Het hemelobject werd op 17 april 1784 ontdekt door de Duits-Britse astronoom William Herschel.

## Synoniemen
- UGC 6895
- MCG 2-30-45
- ZWG 68.92
- ZWG 69.4
- IRAS11529+1214
- PGC 37429